# Straßenbahnmuseum Dresden

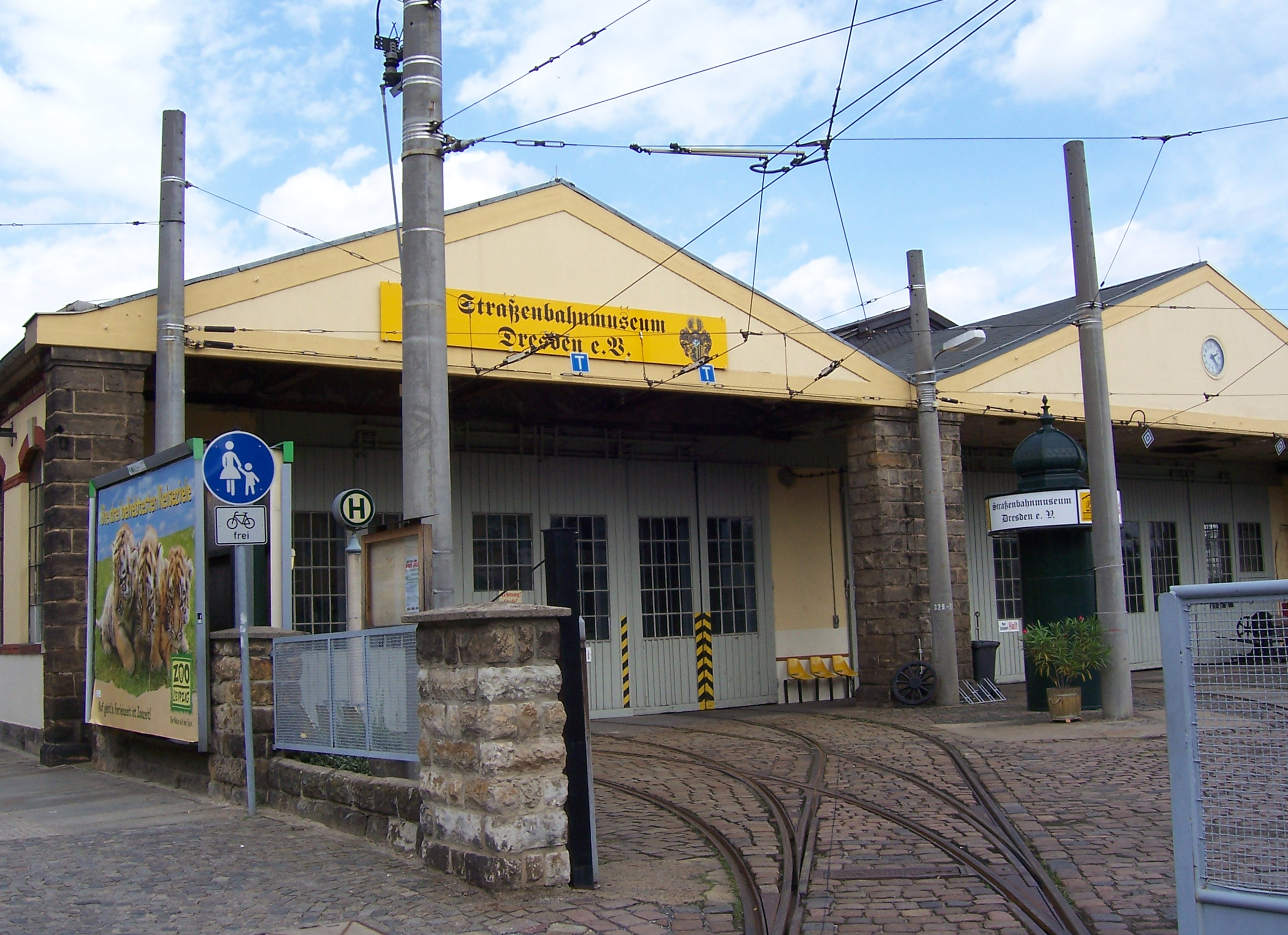
Einfahrt zum Straßenbahnmuseum Dresden 2009

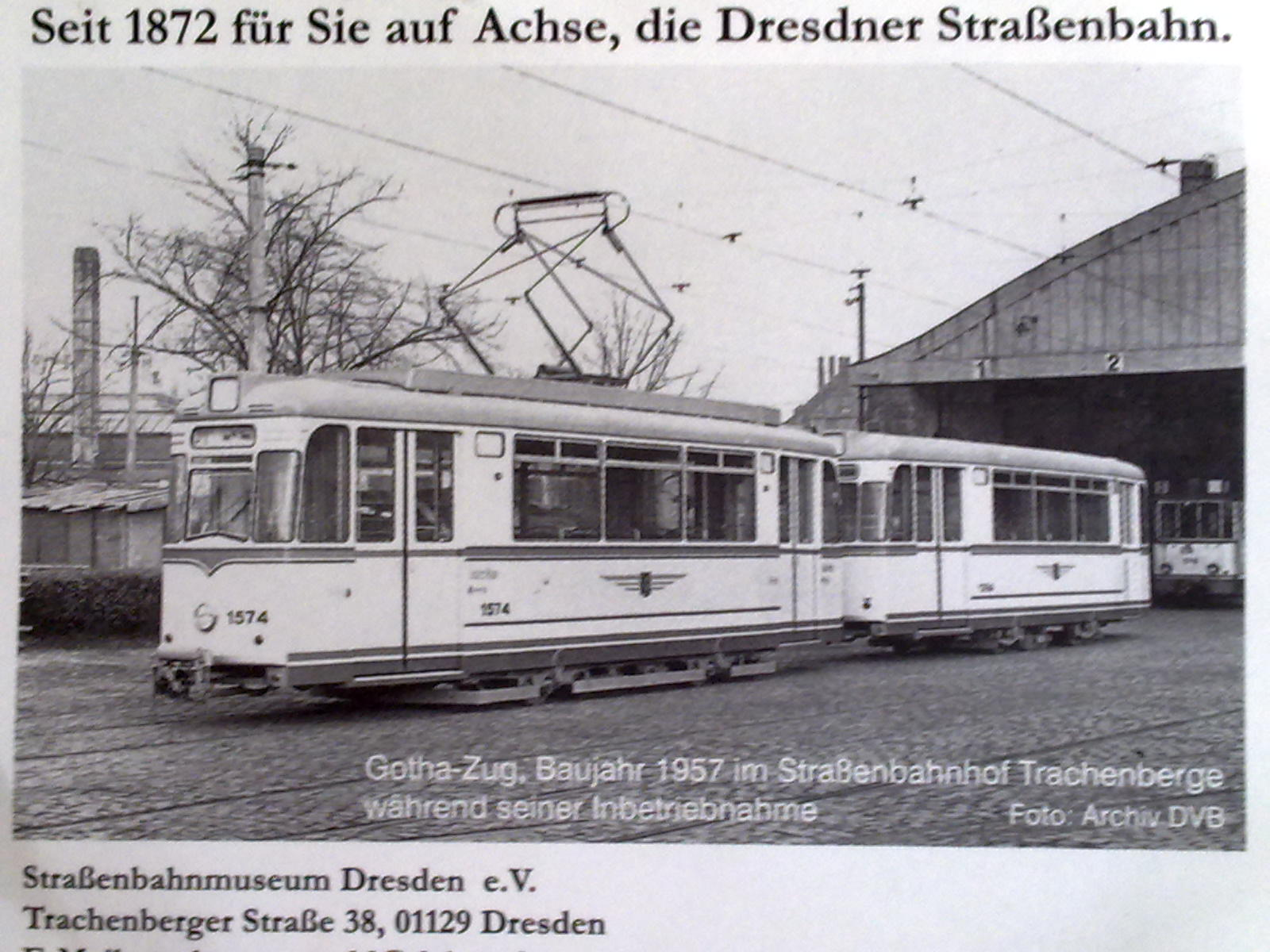
Ausschnitt aus einer Eintrittskarte des Straßenbahnmuseums

Das Straßenbahnmuseum Dresden ist eine Sammlung von Museumsstraßenbahnen, die in früherer Zeit im Ballungsraum Dresden im Linienverkehr standen. Zumeist handelt es sich um ehemalige Fahrzeuge der Straßenbahn Dresden. Getragen wird dieses Verkehrsmuseum durch den Verein „Straßenbahnmuseum Dresden e. V.“, dessen Mitglieder die mehr als 30 Wagen der Sammlung restaurierten und betreuen.

## Geschichte
Knapp 120 Jahre nach der Inbetriebnahme der ersten Dresdner Pferdebahnlinie gründeten 15 Personen am 2. Juni 1992 im Straßenbahnhof Mickten den Verein „Straßenbahnmuseum Dresden e. V.“, dessen Ziel der Aufbau des Museums ist. Zunächst gehörten 19 Fahrzeuge, die jedoch größtenteils restaurierungsbedürftig und über verschiedene Depots im Stadtgebiet verteilt waren, zur Sammlung.
Ende 1992 wurde ein Kooperationsvertrag mit den Dresdner Verkehrsbetrieben unterzeichnet und der Umzug nach Coswig vollzogen. Am 17. Januar 1996 erfolgte ein erneuter Umzug ins heutige Domizil. Bis zum zehnjährigen Vereinsbestehen 2002 war der Bestand auf 34 Fahrzeuge und 110 Mitglieder angewachsen.

## Standort
Das Museum befindet sich im Nordwesten der sächsischen Landeshauptstadt Dresden. Es ist, ebenso wie der Hauptsitz der Dresdner Verkehrsbetriebe, auf dem Gelände des Betriebshofs Trachenberge untergebracht. Dieser liegt nicht im gleichnamigen Stadtteil, sondern etwas südlich von diesem an der Trachenberger Straße. Somit befinden sich Betriebshof und Museum im Stadtteil Pieschen beziehungsweise im statistischen Stadtteil Pieschen-Nord/Trachenberge. Im gleichen Gebäude ist seit 2011 auch der Verein Historische Kraftfahrzeuge des Dresdner Nahverkehrs e. V. untergebracht.
Mit dem Eisenbahnmuseum Bw Dresden-Altstadt, dem Verkehrsmuseum Dresden und dem Museum zur Geschichte der Windbergbahn gibt es drei weitere Museen in Dresden mit schienengebundenen Verkehrsmitteln.

## Sammlung

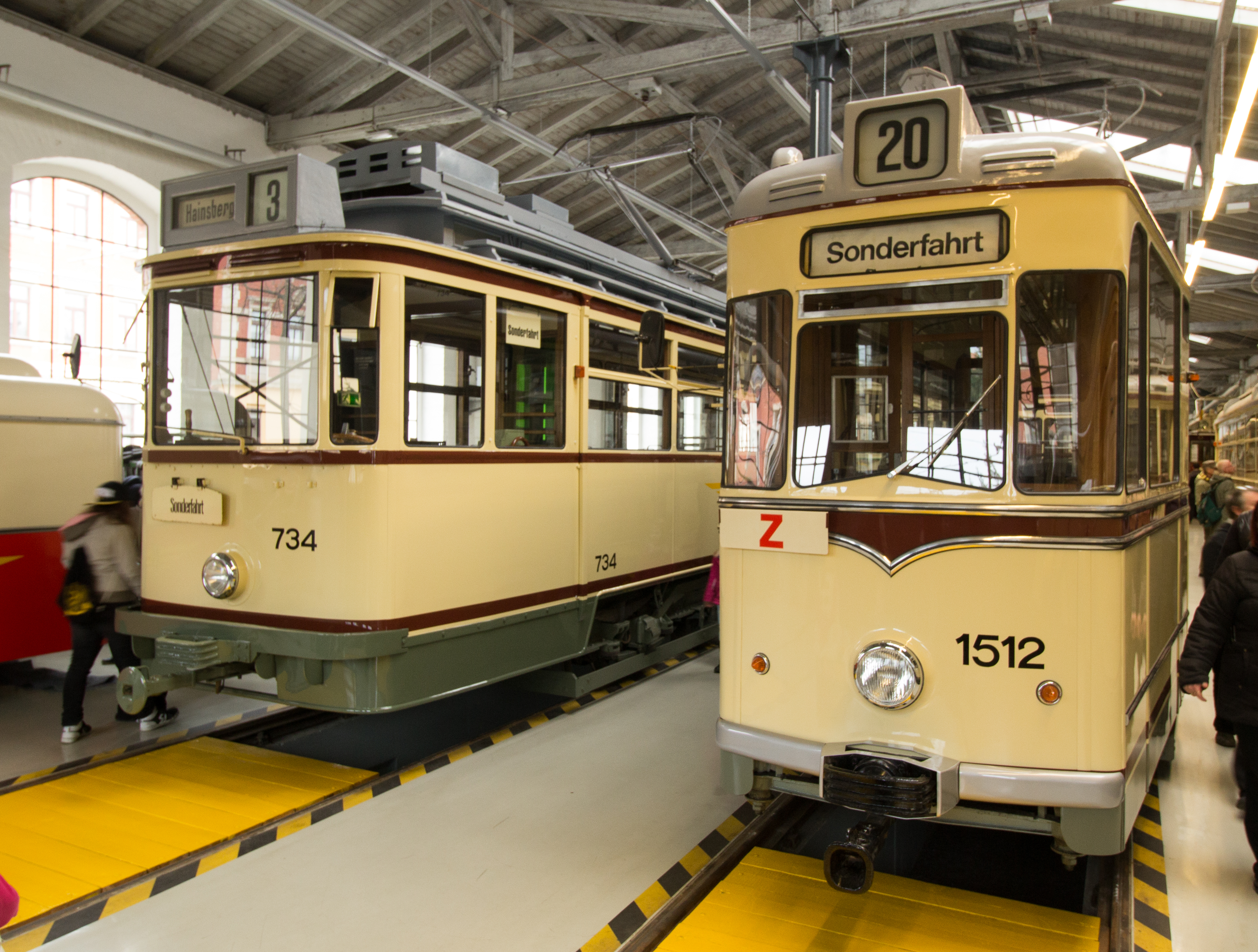
MAN-Triebwagen 734 und Gotha-Triebwagen 1512 im Straßenbahnmuseum, 2016

Den Hauptteil des Museums machen fahrbereite Straßenbahnwagen aus, die im Verlauf des 20. Jahrhunderts im Raum Dresden im Einsatz waren und zum Teil als Technisches Denkmal gelten. Sie sind im Straßenbahnmuseum ausgestellt und werden auch für Sonderfahrten auf dem DVB-Schienennetz genutzt. Gegenwärtig (Stand: April 2014) befinden sich 16 Trieb- und 22 Beiwagen in der Sammlung. Fahrbereit sind unter anderem verschiedene sogenannte Hechtwagen aus den 1930er Jahren, darunter der Große Hecht. Das älteste Modell ist ein 1902 in der Werkstatt des Betriebshofs Trachenberge gebauter Berolina-Triebwagen mit der Fahrzeugnummer 309, der bei der Eröffnungsfahrt auf der Plauenschen Grundbahn zum Einsatz kam. Bestandteil der Sammlung sind außerdem drei zweiteilige Gothawagenzüge der Typen ET57 (Einrichtungs- und Zweirichtungsfahrzeug), T4-62 sowie ein dreiteiliger ET54. Auch mehrere Straßenbahnen der späteren DDR-Zeit wie die Typen Tatra T4D und Tatra T6A2 sind in dem Museum ausgestellt. Des Weiteren wurden ehemalige Fahrzeuge der Lockwitztalbahn, der Güterbahn Deuben sowie mehrere alte Arbeitswagen in die Sammlung aufgenommen. Im Besitz des Museums befinden sich außerdem historische Entwerter, Haltestellenschilder und eine alte Wartehalle. Komplettiert wird das Straßenbahnmuseum durch historische Schriften, Pläne, Zeichnungen, Fotos und einen Fahrsimulator des Tatra T4D.

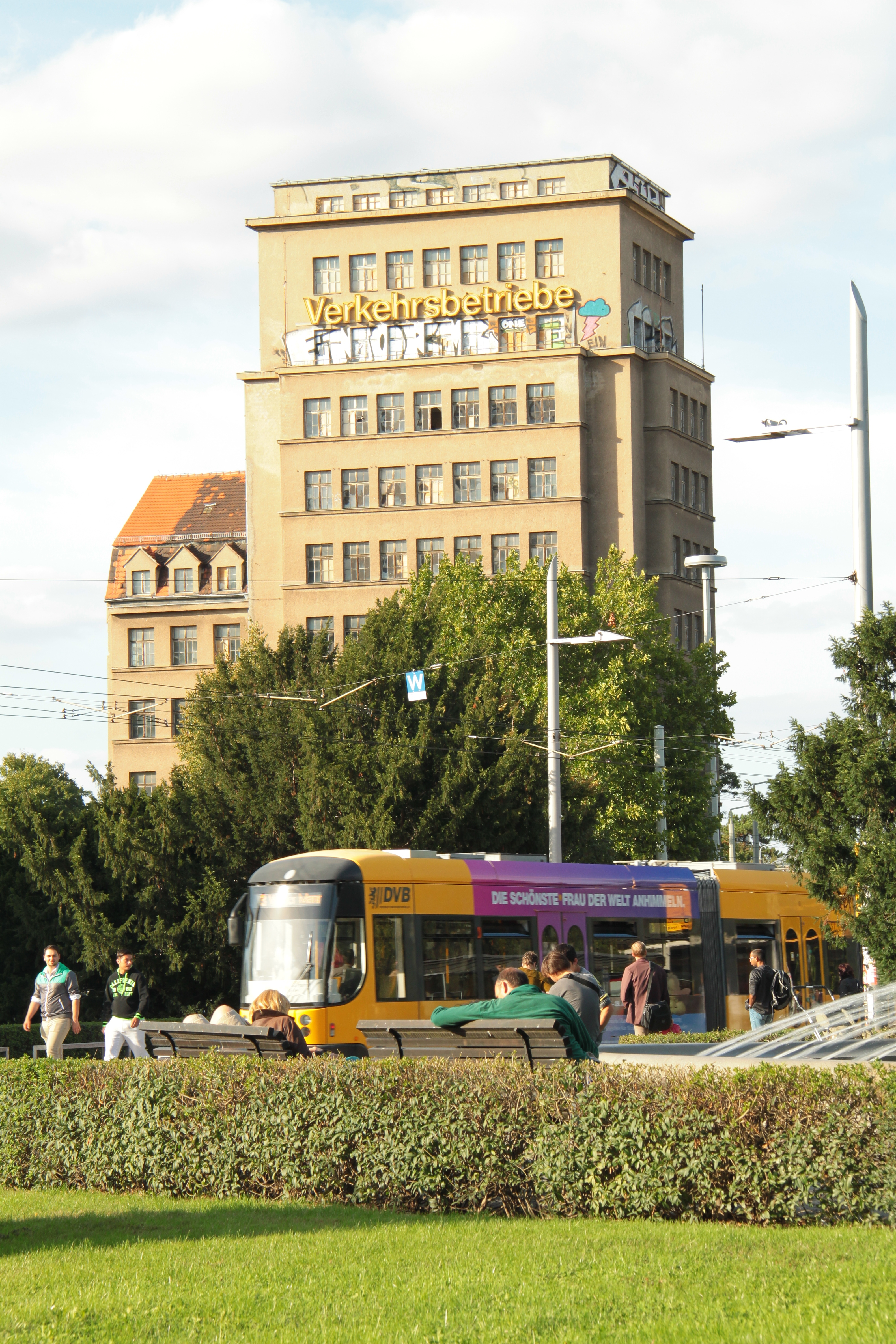
Hochhaus am Albertplatz mit dem „Verkehrsbetriebe“-Schriftzug

Im Februar 2015 erhielt das Museum den „Verkehrsbetriebe“-Schriftzug des Hochhauses am Albertplatz, in dem bis zum 1997 erfolgten Umzug in den Betriebshof Trachenberge der Verwaltungssitz der Dresdner Verkehrsbetriebe war.